# Warning (Warning)
| Recensione | Giudizio |
| ---------- | -------- |
| AllMusic   |          |

Warning è l'album di debutto dell'omonimo gruppo musicale francese, pubblicato nel 1981.

## Tracce
1. Going to USA – 5:05
2. Ciné regard – 4:45
3. Le casse – 4:33
4. Sous le soleil de Mescaline – 3:42
5. New look – 4:10
6. Tel que tu l'imaginais – 5:37
7. Satan relaps – 3:45
8. Alice in wonderland – 3:59

## Formazione
- Raphael Garrido - voce
- Christophe Aubert - chitarra
- Didier Bernoussi - chitarra
- Alain Pernette - basso
- Henry Barbut - batteria